# The Band
The Band var ett kanadensiskt-amerikanskt rockband som började spela tillsammans bakom rocklegenden Ronnie Hawkins under namnet The Hawks i början av 1960-talet. Medlemmar var Rick Danko (basgitarr), Levon Helm (trummor), Garth Hudson (orgel), Richard Manuel (piano) och Robbie Robertson (gitarr). Samtliga medlemmar i bandet, utom Garth Hudson, var dessutom sångare. Bandet samarbetade även med Bob Dylan på konsertturnéer och ett par studioalbum. The Band invaldes i Rock and Roll Hall of Fame år 1994.

## Historia

### De första åren som The Hawks
Medlemmarna i The Band började spela tillsammans i Ronnie Hawkins band, The Hawks i början av 1960-talet. Ronnie Hawkins kom från södra USA men spelade mest i Kanada. Medlemmarna i hans band hoppade en efter en av för att återvända hem och han rektryterade då lokala musiker i deras ställe, kvar från USA blev endast Levon Helm. Därmed var de som senare skulle kalla sig The Band samlade. Efter några år lämnade bandet 1963 Ronnie för att pröva lyckan på egen hand under namnen Levon and The Hawks och Canadian Squires. De släppte några singlar men utan någon större succé. 

### Turné med Dylan
Sommaren 1965 sökte Bob Dylan musiker till sin kommande turné i USA. Han fick då höra talas om Levon and The Hawks och anlitade till en början Levon Helm och Robbie Robertson som spelade två konserter med honom. Efter dessa konserter anlitades hela bandet. Dylans publik var dock inte alltför glada åt att denne nu spelade elförstärkt musik med ett helt band bakom sig och det förekom därför en hel del glåpord och buande på konserterna. Detta ledde under hösten 1965 till att Helm hoppade av bandet för att ägna sig åt annat. Ersättare blev Mickey Jones och under våren 1966 turnerade ensemblen i Australien och Europa, bland annat spelade man i Sverige.

### Big Pink
Efter turnén hamnade bandet (minus Mickey Jones) så småningom i Woodstock några mil från New York och Richard Manuel, Garth Hudson och Rick Danko köpte där ett hus som de på grund av dess färg kallade Big Pink. I Woodstock bodde även Bob Dylan som efter en motorcykelolycka dragit sig tillbaka dit. Under hösten 1966 och 1967 samlades Dylan, Danko, Hudson, Manuel och Robertson nästan varje dag i Big Pinks källare för att spela musik. Garth Hudson spelade in mängder av dessa låtar på en något primitiv utrustning. Trots att delar av materialet kort därefter läckte ut på en bootleg skulle det dröja ända till 1975 innan materialet från dessa inspelningar släpptes officiellt på det Robertson-sammansatta dubbelalbumet The Basement Tapes. Detta innehöll dock inte på långa vägar allt material som spelades in (det finns bootlegs med över hundra låtar) och fick dessutom kritik för att det gav The Bands egna låtar för stort utrymme. Under 1967 fick bandet skivkontrakt varpå Levon Helm kallades tillbaka och 1968 släppte de debutalbumet Music from Big Pink. Året därpå kom uppföljarenThe Band, av många ansett som deras bästa album. 

### The Last Waltz
Bandet hade en stor avslutningskonsert, The Last Waltz, 1976 i San Francisco med gäster som Van Morrison, Ron Wood, Ringo Starr, Eric Clapton, Neil Young, Neil Diamond, Emmylou Harris, Joni Mitchell, Muddy Waters och Bob Dylan.
Spelningen blev sedermera en berömd konsertfilm "The Last Waltz" i regi av Martin Scorsese.

### 1980-talet och framåt
Under 1980-talet återförenades samtliga medlemmar, förutom Robertson. Man turnerade på nytt, dock inför en mer småskalig publik. 1986 tog Richard Manuel sitt liv mitt under pågående turné. Konstellationen Danko, Helm och Hudson fortsatte att spela och medverkade bland annat i Ringo Starrs All Star Band under slutet av 1980-talet och på Roger Waters The Wall-konsert i Berlin 1990. 
Under 1990-talet släppte Danko, Helm och Hudson tre skivor under namnet The Band tillsammans med bland annat Richard Bell. I december 1999 dog Rick Danko. Levon Helm drabbades av strupcancer och hans säregna stämma tystades i flera år, men han lyckades återhämta sig och fortsatte spela sina "Midnight Rambles" i Woodstock med stor inlevelse i ett par år till fram tills han på nytt drabbades av strupcancer, vilken han till slut avled av den 19 april 2012, 71 år gammal.

## Diskografi

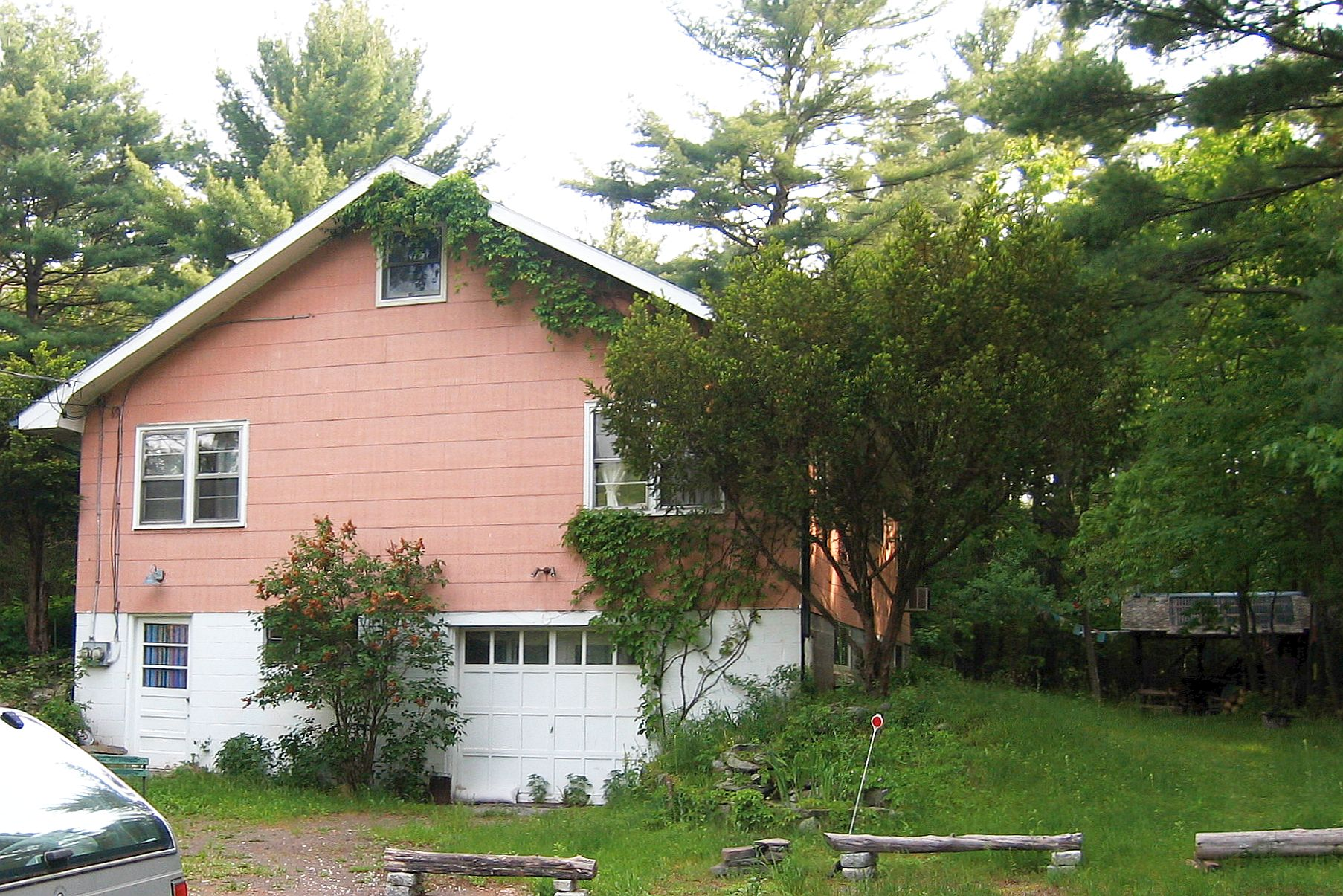
"The Big Pink", huset i West Saugerties (nära Woodstock), där medlemmarna i The Band bodde under 1960-talet.

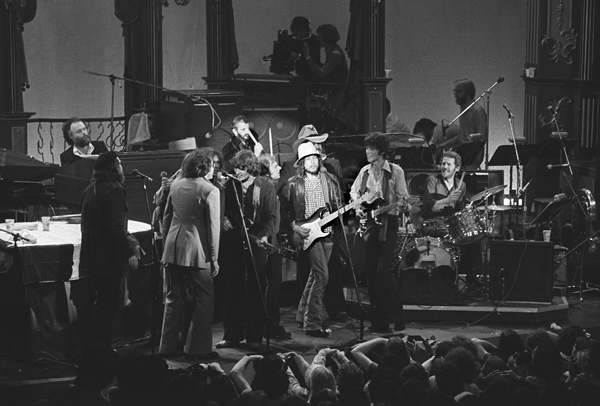
Bild från filmen "The Last Waltz" med bland annat (forutom medlemmarna i The Band) Ringo Starr, Dr. John, Neil Diamond, Joni Mitchell (skymd), Neil Young, Van Morrison, Bob Dylan och Ronnie Hawkins på scenen samtidigt. Inte med på bilden: Eric Clapton och Ron Wood.

### Studioalbum
- 1968 – Music from Big Pink
- 1969 – The Band
- 1970 – Stage Fright
- 1971 – Cahoots
- 1973 – Moondog Matinee
- 1975 – Northern Lights-Southern Cross
- 1977 – Islands
- 1993 – Jericho
- 1996 – High on the Hog
- 1998 – Jubilation

### Livealbum
- 1972 – Rock of Ages
- 1978 – The Last Waltz
- 1994 – Live at Watkins Glen

### Samlingsalbum (i urval)
- 1976 – The Best of The Band
- 1989 – To Kingdom Come
- 1994 – Across the Great Divide
- 2000 – The Band - Greatest Hits
- 2005 – A Musical History

### Med Bob Dylan
- 1974 – Planet Waves
- 1974 – Before the Flood (live)
- 1975 – The Basement Tapes
- 1998 – The Bootleg Series Vol. 4: Bob Dylan Live 1966, The "Royal Albert Hall" Concert (live)